# Reagonomics

Reagan face o adresare la televiiune din Biroul Oval, schițând planul de reducere a impozitelor în iulie 1981

Prin Reaganomics (/reɪɡəˈnɒmɪks/; cuvânt telescopat ce provine de la [Ronald] Reagan și economics, atribuit lui Paul Harvey) înțelegem politica economică promovată de președintele SUA Ronald Reagan în anii 1980. Această politică este în mod obișnuit asociată cu economia ofertei, numită și trickle down economics sau economia voodoo de adversarii politici, și economia pieței libere de susținătorii politci.
Cei patru piloni ai politicii economice a lui Reagan au fost de a reduce cheltuielile guvernamentale, a reduce impozitul federal pe venit și impozitul pe profituri realizate din vânzarea investițiilor capitale, a reduce reglementările guvernamentale și a strânge rezervele de bani pentru a reduce inflația.